# Arno & Andreas
Arno und Andreas (Eigenschreibweise: Arno & Andreas) war ein Gesangsduo, bestehend aus Arno Backhaus und Andreas Malessa, das in zwanzig Jahren seines Bestehens in der christlichen Musikszene und darüber hinaus bekannt wurde.

## Geschichte
1972 formierten Arno Backhaus und Andreas Malessa sich zum Duo Arno & Andreas, das von Anfang an aufgrund seines unkonventionellen äußeren Erscheinungsbildes für den damaligen christlich-kirchlichen Kontext und mit kritischen Texten vor allem sowohl die christliche als auch die nichtchristliche Jugend erreichen wollte. Ihre moderne Art zu „e-fun-gelisieren“ machte das Duo bald im gesamten deutschsprachigen Raum bekannt. Es folgten jährlich rund 120 Konzerte deutschlandweit und in der Schweiz und Österreich. Auch in der DDR gaben Arno & Andreas zahlreiche „heimliche“ Konzerte. So musste beispielsweise ein Konzert in einer evangelischen Kirche in Chemnitz am selben Abend zweimal gespielt werden, da statt der 2000 Leute, die die Kirche hätte fassen können, 4000 Besucher erschienen. 1991 gaben Arno & Andreas vor 4000 Fans ihr Abschlusskonzert in Calden.
Musikstilistisch bewegten sich Arno & Andreas zunächst zwischen Country und Folk, modernisierten ihren Sound jedoch nach etwa zehn Jahren auf Drängen Andreas Malessas hin. So kam es in den letzten zehn Jahren zu intensiver Zusammenarbeit und gemeinsamen Tourneen mit der Dieter Falk Band.
2011 trat das Duo auf der 17. christlichen Musikmesse Promikon im Rahmen der Preisverleihung des David Award nach 20 Jahren nochmals auf. Diese galt als Höhepunkt der Retroshow „Forever Young“, die einen Blick zurück auf 50 Jahre christliche Musik in Deutschland warf. Am 4. September 2021 gab es ein Jubiläumskonzert zum 50-jährigen Bestehen und 30-jährigen Bandende auf youtube zusammen mit den Musikern Martin Buchholz, Helmut Jost, Dania König, Klaus Bittner und Timo Böcking.

## Diskografie
- Arno & Andreas, Songs der Frohen Botschaft (HSW), 1973.
- Weder Arno noch Andreas, Blue Rose Prod., Hüttenberg[6] 1978.
- Die Platte, Blue Rose Prod., Hüttenberg 1980.
- Langarbeitsheftspielscheibe, Pila Music, Dettingen 1983.
- Nach dem Hören kommt das Handeln, Pila Music, Dettingen 1985.

Projekte und Kompilationen
- Herzlichen Glückwunsch. Pila Music, Dettingen 1986, (Kinderkonzept mit Kinderchor Die Regenbogenkinder unter der Leitung von Hella Heizmann)
- Ein Ein- und Rückblick. Pila Music, Dettingen 1988, (Best Of)